# Extensió de navegador
Una extensió de navegador és un petit mòdul de programari per personalitzar un navegador web. Els navegadors permeten una varietat d'extensions; inclosa la modificació de la interfície d'usuari, el bloqueig de publicitat i l'administració de les galetes. Generalment les extensions són creades utilitzant tecnologies web com HTML, JavaScript i CSS.
Un connector de navegador és un tipus de mòdul separat. La principal diferència és que les extensions generalment són només codi font, però els complements són sempre executables. A partir del 2019, la majoria dels navegadors han desaprovat els complements, mentre que les extensions s'utilitzen àmpliament. El navegador més popular Google Chrome té milers d'extensions disponibles, però només un connector: Adobe Flash Player que està deshabilitat per defecte.

## Història
Internet Explorer va començar a admetre extensions des de la versió 5 llançada el 1999. Firefox ha admès extensions des del seu llançament el 2004. El navegador web Opera admet extensions des de la versió 10 llançada el 2009. Google Chrome va començar a admetre extensions des de la versió 4 publicada el 2010. El Safari va començar a admetre extensions natives a partir de la versió 5 llançada el 2010. Microsoft Edge va començar a admetre extensions al març de 2016.
La sintaxi de les extensions pot ser molt diferent d'un navegador a un altre, o almenys prou diferent perquè una extensió que funcioni en un navegador no funcioni en un altre. Pel que fa a les eines dels motors de cerca, un intent d'evitar aquest problema és l'estratègia d'etiquetes múltiples proposada pel projecte Mycroft, una base de dades de complements de motors de cerca que funciona a diferents navegadors.

## Instal·lació
Molts navegadors tenen una botiga online que permet als usuaris trobar extensions i veure llistes d'extensions populars. Google Chrome, Firefox, Microsoft Edge, Opera y Safari